# The Original Mono Recordings
| Críticas profissionais | Críticas profissionais |
| Avaliações da crítica  | Avaliações da crítica  |
| Fonte                  | Avaliação              |
| ---------------------- | ---------------------- |
| Allmusic               | [ 1 ]                  |
| The Independent        | [ 2 ]                  |
| Classic Rock           | [ 3 ]                  |

The Original Mono Recordings é um álbum de compilação de gravações de Bob Dylan, lançado em outubro de 2010 pela Legacy Recordings. Consiste nos primeiros oito álbuns de estúdio do músico em mono em nove discos compactos, sendo lançado o álbum Blonde on Blonde em dois discos em seu formato original de vinil. Não inclui a coletânea de singles Bob Dylan's Greatest Hits lançada durante o mesmo período de tempo. O conjunto inclui um livreto de 56 páginas com fotografias, informações discográficas e um ensaio de Greil Marcus. Atingiu o número 152 na Billboard 200.

## Conteúdo
O mono era o meio de reprodução para a maioria dos toca-discos, rádios de carros e rádios de transistores durante a década de 1960. Sistemas de reprodução estéreo estavam disponíveis desde o final dos anos 50, mas o equipamento e os álbuns misturados para tocar neles eram caros, e a indústria da música continuou fabricando álbuns mono e singles ao longo da década. O monofônico como um formato não seria descontinuado nos Estados Unidos e no Reino Unido até aproximadamente 1969. Como afirmado nas notas do encarte por Greil Marcus,
Este box recolhe os primeiros oito LPs de 12 polegadas de Bob Dylan... como a maioria das pessoas os ouvia, como se esperava que fossem ouvidos, e como na maioria das vezes eles deveriam ser ouvidos: em mono.
Além disso, a mixagem do álbum em mono era a principal prioridade de Dylan e seus produtores. O estéreo foi quase uma reflexão tardia. O produtor Steve Berkowitz, que supervisionou a reedição de The Original Mono Recordings, foi informado por Bob Johnston sobre a mixagem de Blonde on Blonde: "Nós mixamos aquele mono provavelmente por três ou quatro dias, então eu disse: 'Oh merda, cara, nós temos que fazer estéreo.' Então eu e alguns caras colocamos nossas mãos na mesa, mixamos aquela filha da p** em cerca de quatro horas!... Então, meu ponto é que demorou muito tempo para fazer a mono, e depois foi: 'Ah, sim, nós temos que fazer estéreo'".
Um conjunto similar de caixas que compilaram discos mono do LP dos The Beatles foi lançado em 2009 com resultados de vendas respeitáveis, recebendo um disco de platina pela RIAA. Isso pode ter sido um estímulo para a Sony emitir esse conjunto.[carece de fontes?]
A maioria dos álbuns foram masterizados a partir das fitas mestre originais de primeira geração. Apenas dois álbuns não foram: The Times They Are a-Changin' e Highway 61 Revisited. A fita mestre original para o primeiro não pôde ser encontrada, então uma nova mestre foi mixada a partir da fita original de três faixas, usando o vinil original pressionando como um guia. Highway 61 Revisited foi masterizado a partir de uma cópia de segunda geração da mixagem mono.
A mixagem mono genuína para John Wesley Harding foi presumivelmente lançada apenas nos EUA, enquanto o LP mono original lançado no Reino Unido foi aparentemente um dobramento da estéreo. Para o conjunto The Original Mono Recordings, os produtores usaram a mixagem mono genuína emitida nos EUA.
A compra inicial da caixa permitiu o download gratuito do single "Positively 4th Street" em mono, bem como todo o conjunto em MP3. "Positively 4th Street" também foi incluída na coleção de discos únicos lançada simultaneamente, The Best of the Original Mono Recordings.
As gravações originais foram produzidas por John Hammond, Tom Wilson e Bob Johnston.

## Faixas
Bob Dylan (lançado originalmente em 19 de março de 1962)
| N.º | Título                            | Compositor(es)              | Duração |  |
| 1.  | "You're No Good"                  | Jesse Fuller                | 1:40    |  |
| 2.  | "Talkin' New York"                | Bob Dylan                   | 3:20    |  |
| 3.  | "In My Time of Dyin'"             | trad. arr. Dylan            | 2:40    |  |
| 4.  | "Man of Constant Sorrow"          | trad. arr. Dylan            | 3:10    |  |
| 5.  | "Fixin' to Die"                   | Bukka White                 | 2:22    |  |
| 6.  | "Pretty Peggy-O"                  | trad. arr. Dylan            | 3:23    |  |
| 7.  | "Highway 51"                      | Curtis Jones                | 2:52    |  |
| 8.  | "Gospel Plow"                     | trad. arr. Dylan            | 1:47    |  |
| 9.  | "Baby, Let Me Follow You Down"    | trad. arr. Eric von Schmidt | 2:37    |  |
| 10. | "House of the Risin' Sun"         | trad. arr. Dave Van Ronk    | 5:20    |  |
| 11. | "Freight Train Blues"             | trad., Roy Acuff            | 2:18    |  |
| 12. | "Song to Woody"                   | Bob Dylan                   | 2:42    |  |
| 13. | "See That My Grave Is Kept Clean" | Blind Lemon Jefferson       | 2:43    |  |

The Freewheelin' Bob Dylan (lançado originalmente em 27 de maio de 1963)
Todas as músicas escritas por Bob Dylan, exceto onde indicado:
| N.º | Título                                                       | Duração |  |
| 1.  | "Blowin' in the Wind"                                        | 2:48    |  |
| 2.  | "Girl from the North Country"                                | 3:22    |  |
| 3.  | "Masters of War"                                             | 4:34    |  |
| 4.  | "Down the Highway"                                           | 3:27    |  |
| 5.  | "Bob Dylan's Blues"                                          | 2:23    |  |
| 6.  | "A Hard Rain's a-Gonna Fall"                                 | 6:55    |  |
| 7.  | "Don't Think Twice, It's All Right"                          | 3:40    |  |
| 8.  | "Bob Dylan's Dream"                                          | 5:03    |  |
| 9.  | "Oxford Town"                                                | 1:50    |  |
| 10. | "Talkin' World War III Blues"                                | 6:28    |  |
| 11. | "Corrina, Corrina" (Tradicional)                             | 2:44    |  |
| 12. | "Honey, Just Allow Me One More Chance" (Dylan, Henry Thomas) | 2:01    |  |
| 13. | "I Shall Be Free"                                            | 4:49    |  |

The Times They Are a-Changin' (lançado originalmente em 13 de janeiro de 1964)
Todas as canções escritas por Bob Dylan.
| N.º | Título                                 | Duração |  |
| 1.  | "The Times They Are a-Changin'"        | 3:15    |  |
| 2.  | "Ballad of Hollis Brown"               | 5:06    |  |
| 3.  | "With God on Our Side"                 | 7:08    |  |
| 4.  | "One Too Many Mornings"                | 2:41    |  |
| 5.  | "North Country Blues"                  | 4:35    |  |
| 6.  | "Only a Pawn in Their Game"            | 3:33    |  |
| 7.  | "Boots of Spanish Leather"             | 4:40    |  |
| 8.  | "When the Ship Comes In"               | 3:18    |  |
| 9.  | "The Lonesome Death of Hattie Carroll" | 5:48    |  |
| 10. | "Restless Farewell"                    | 5:32    |  |

Another Side of Bob Dylan (lançado originalmente em 8 de agosto de 1964)
Todas as canções escritas por Bob Dylan.
| N.º | Título                                                  | Duração |  |
| 1.  | "All I Really Want to Do"                               | 4:04    |  |
| 2.  | "Black Crow Blues"                                      | 3:14    |  |
| 3.  | "Spanish Harlem Incident"                               | 2:24    |  |
| 4.  | "Chimes of Freedom"                                     | 7:10    |  |
| 5.  | "I Shall Be Free No. 10"                                | 4:47    |  |
| 6.  | "To Ramona"                                             | 3:52    |  |
| 7.  | "Motorpsycho Nitemare"                                  | 4:33    |  |
| 8.  | "My Back Pages"                                         | 4:22    |  |
| 9.  | "I Don't Believe You (She Acts Like We Never Have Met)" | 4:22    |  |
| 10. | "Ballad in Plain D"                                     | 8:16    |  |
| 11. | "It Ain't Me Babe"                                      | 3:33    |  |

Bringing It All Back Home (lançado originalmente em 22 de março de 1965)
Todas as canções escritas por Bob Dylan.
| Lado A |                                        |         |  |
| N.º    | Título                                 | Duração |  |
| 1.     | "Subterranean Homesick Blues"          | 2:21    |  |
| 2.     | "She Belongs to Me"                    | 2:47    |  |
| 3.     | "Maggie's Farm"                        | 3:54    |  |
| 4.     | "Love Minus Zero/No Limit"             | 2:51    |  |
| 5.     | "Outlaw Blues"                         | 3:05    |  |
| 6.     | "On the Road Again"                    | 2:35    |  |
| 7.     | "Bob Dylan's 115th Dream"              | 6:30    |  |
| 8.     | "Mr. Tambourine Man"                   | 5:30    |  |
| 9.     | "Gates of Eden"                        | 5:40    |  |
| 10.    | "It's Alright, Ma (I'm Only Bleeding)" | 7:29    |  |
| 11.    | "It's All Over Now, Baby Blue"         | 4:12    |  |

Highway 61 Revisited (lançado originalmente em 30 de agosto de 1965)
Todas as canções escritas por Bob Dylan.
| N.º | Título                                             | Duração |  |
| 1.  | "Like a Rolling Stone"                             | 6:09    |  |
| 2.  | "Tombstone Blues"                                  | 5:58    |  |
| 3.  | "It Takes a Lot to Laugh, It Takes a Train to Cry" | 4:09    |  |
| 4.  | "From a Buick 6"                                   | 3:19    |  |
| 5.  | "Ballad of a Thin Man"                             | 5:58    |  |
| 6.  | "Queen Jane Approximately"                         | 5:31    |  |
| 7.  | "Highway 61 Revisited"                             | 3:30    |  |
| 8.  | "Just Like Tom Thumb's Blues"                      | 5:31    |  |
| 9.  | "Desolation Row"                                   | 11:21   |  |

Blonde on Blonde (lançado originalmente em 16 de maio de 1966)
Todas as canções escritas por Bob Dylan.
| Disco 1 |                                                       |         |  |
| N.º     | Título                                                | Duração |  |
| 1.      | "Rainy Day Women #12 & 35"                            | 4:36    |  |
| 2.      | "Pledging My Time"                                    | 3:50    |  |
| 3.      | "Visions of Johanna"                                  | 7:33    |  |
| 4.      | "One of Us Must Know (Sooner or Later)"               | 4:54    |  |
| 5.      | "I Want You"                                          | 3:07    |  |
| 6.      | "Stuck Inside of Mobile with the Memphis Blues Again" | 7:05    |  |
| 7.      | "Leopard-Skin Pill-Box Hat"                           | 3:58    |  |
| 8.      | "Just like a Woman"                                   | 4:52    |  |

| Disco 2 |                                                |         |  |
| N.º     | Título                                         | Duração |  |
| 1.      | "Most Likely You Go Your Way and I'll Go Mine" | 3:30    |  |
| 2.      | "Temporary Like Achilles"                      | 5:02    |  |
| 3.      | "Absolutely Sweet Marie"                       | 4:57    |  |
| 4.      | "4th Time Around"                              | 4:35    |  |
| 5.      | "Obviously 5 Believers"                        | 3:35    |  |
| 6.      | "Sad Eyed Lady of the Lowlands"                | 11:23   |  |

John Wesley Harding (lançado originalmente em 27 de dezembro de 1967)
Todas as canções escritas por Bob Dylan.
| N.º | Título                                       | Duração |  |
| 1.  | "John Wesley Harding"                        | 2:58    |  |
| 2.  | "As I Went Out One Morning"                  | 2:49    |  |
| 3.  | "I Dreamed I Saw St. Augustine"              | 3:53    |  |
| 4.  | "All Along the Watchtower"                   | 2:31    |  |
| 5.  | "The Ballad of Frankie Lee and Judas Priest" | 5:35    |  |
| 6.  | "Drifter's Escape"                           | 2:52    |  |
| 7.  | "Dear Landlord"                              | 3:16    |  |
| 8.  | "I Am a Lonesome Hobo"                       | 3:21    |  |
| 9.  | "I Pity the Poor Immigrant"                  | 4:12    |  |
| 10. | "The Wicked Messenger"                       | 2:02    |  |
| 11. | "Down Along the Cove"                        | 2:23    |  |
| 12. | "I'll Be Your Baby Tonight"                  | 2:34    |  |

## Créditos
- Bob Dylan – vocais, guitarra, gaita, piano, teclado, carro de polícia

Músicos adicionais
- Bill Aikins – teclados (Blonde on Blonde)
- George Barnes – baixo elétrico (The Freewheelin' Bob Dylan)
- Mike Bloomfield – guitarra (Highway 61 Revisited)
- John Boone – baixo elétrico (Bringing It All Back Home)
- Harvey Brooks – baixo elétrico (Highway 61 Revisited)
- Wayne Butler – trombone (Blonde on Blonde)
- Kenneth Buttrey – bateria (Blonde on Blonde and John Wesley Harding)
- Howard Collins – guitarra (The Freewheelin' Bob Dylan)
- Rick Danko or Bill Lee – baixo elétrico (sessão de Nova Iorque de Blonde on Blonde)
- Pete Drake – pedal steel guitar (John Wesley Harding)
- Leonard Gaskin – baixo elétrico (The Freewheelin' Bob Dylan)
- Al Gorgoni – guitarra (Bringing It All Back Home)
- Bobby Gregg – bateria (Bringing It All Back Home, Highway 61 Revisited, e a sessão de Nova Iorque de Blonde on Blonde)
- Paul Griffin – piano, teclado (Bringing It All Back Home); órgão, piano (Highway 61 Revisited); piano (sessão de Nova Iorque de Blonde on Blonde)
- John P. Hammond – guitarra (Bringing It All Back Home)
- Jerry Kennedy – guitarra (Blonde on Blonde)
- Al Kooper – órgão, piano (Hohner pianet) (Highway 61 Revisited); órgão, guitarra (Blonde on Blonde)
- Bruce Langhorne – guitarra (The Freewheelin' Bob Dylan e Bringing It All Back Home)
- Sam Lay – bateria (Highway 61 Revisited)
- Bill Lee – baixo elétrico (Bringing It All Back Home)
- Herb Lovelle – bateria (The Freewheelin' Bob Dylan)
- Joseph Macho, Jr. – baixo elétrico (Bringing It All Back Home)
- Charlie McCoy – guitarra (Highway 61 Revisited); baixo elétrico, guitarra, gaita, trompete (Blonde on Blonde); baixo elétrico (John Wesley Harding)
- Wayne Moss – guitarra, vocais (Blonde on Blonde)
- Frank Owens – piano (Bringing It All Back Home e Highway 61 Revisited)
- Gene Ramey – contrabaixo (The Freewheelin' Bob Dylan)
- Kenny Rankin – guitarra (Bringing It All Back Home)
- Hargus "Pig" Robbins – piano, teclado (Blonde on Blonde)
- Robbie Robertson – guitarra, vocais (Blonde on Blonde)
- Russ Savakus – baixo elétrico (Highway 61 Revisited)
- John B. Sebastian – baixo elétrico (Bringing It All Back Home)
- Henry Strzelecki – baixo elétrico (Blonde on Blonde)
- Joe South – baixo elétrico, guitarra (Blonde on Blonde)
- Dick Wellstood – piano (The Freewheelin' Bob Dylan)

Equipe técnica
- John Berg – foto de capa (John Wesley Harding)
- Charlie Bragg – engenharia (John Wesley Harding)
- John H. Hammond – produção (Bob Dylan,  The Freewheelin' Bob Dylan)
- Nat Hentoff  – encarte do álbum (The Freewheelin' Bob Dylan)
- Don Hunstein – fotógrafo da capa de álbum (The Freewheelin' Bob Dylan)
- Bob Johnston – produção (Highway 61 Revisited, Blonde on Blonde, John Wesley Harding)
- Daniel Kramer – fotografia (Bringing It All Back Home e Highway 61 Revisited)
- Jerry Schatzberg – fotógrafo de capa (Blonde on Blonde)
- Tom Wilson – produção (The Freewheelin' Bob Dylan, The Times They Are a-Changin', Another Side of Bob Dylan, Bringing It All Back Home, e "Like a Rolling Stone" em Highway 61 Revisited)

## Desempenho comercial
| Parada (2013)                              | Melhor posição |
| ------------------------------------------ | -------------- |
| Belgian Heatseekers (Ultratop Flanders)    | 4              |
| Países Baixos (Dutch Charts)               | 100            |
| Alemanha (Offizielle Deutsche Charts)      | 58             |
| Suécia (Sverigetopplistan)                 | 42             |
| Estados Unidos Billboard 200               | 152            |
| Estados Unidos Top Rock Albums (Billboard) | 47             |